# 四ツ小屋駅
四ツ小屋駅（よつごやえき）は、秋田県秋田市四ツ小屋小阿地（こあじ）字柳林にある、東日本旅客鉄道（JR東日本）奥羽本線の駅である。

## 歴史
- 1917年（大正6年）8月16日：鉄道院（のちの日本国有鉄道）の駅として河辺郡四ツ小屋村に開業[2]。
- 1972年（昭和47年）3月1日：貨物の取り扱いを廃止[3]。
- 1976年（昭和51年）4月1日：荷物の扱いを廃止[4]。無人化[5]。
- 1987年（昭和62年）4月1日：国鉄分割民営化により、JR東日本の駅となる[3]。
- 2016年（平成28年）3月26日：快速列車の停車駅となる[6]。
- 2023年（令和5年）5月27日：ICカード「Suica」の利用が可能となる[7][8]。
- 2024年（令和6年）10月1日：えきねっとQチケのサービスを開始[1][9]。

## 駅構造
島式ホーム1面2線を有する地上駅である。かつては2面3線であったが、東側の1線が秋田新幹線の開業により、改軌された。使われなくなった1面ホームは大半が撤去されたが、その一部を利用して東側からの出入口が設けられた。
秋田駅管理の無人駅である。西側には元々は木造平屋建ての駅舎があり、JR発足時は簡易委託駅だったが、現在は秋田駅管理の無人駅となり、海上コンテナ形の待合室に建て替えられた。
簡易Suica改札機が設置されている。このほか、ホーム上にも待合室があり、その中に自動券売機が設置されている。

### のりば
| 番線 | 路線      | 方向 | 行先           |
| ---- | --------- | ---- | -------------- |
| 1    | ■奥羽本線 | 下り | 秋田方面       |
| 2    | ■奥羽本線 | 上り | 大曲・湯沢方面 |

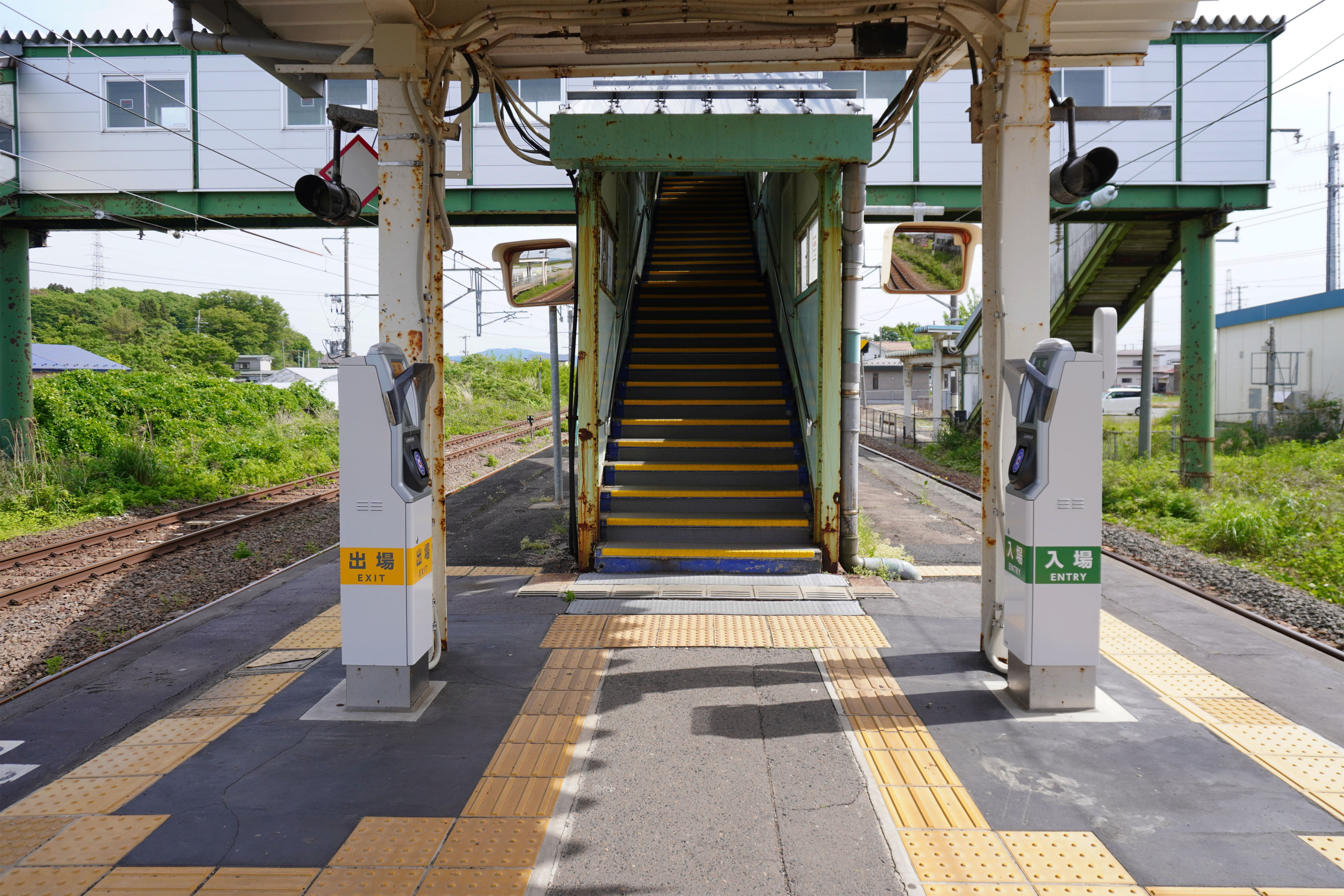
簡易Suica改札機（2024年5月）
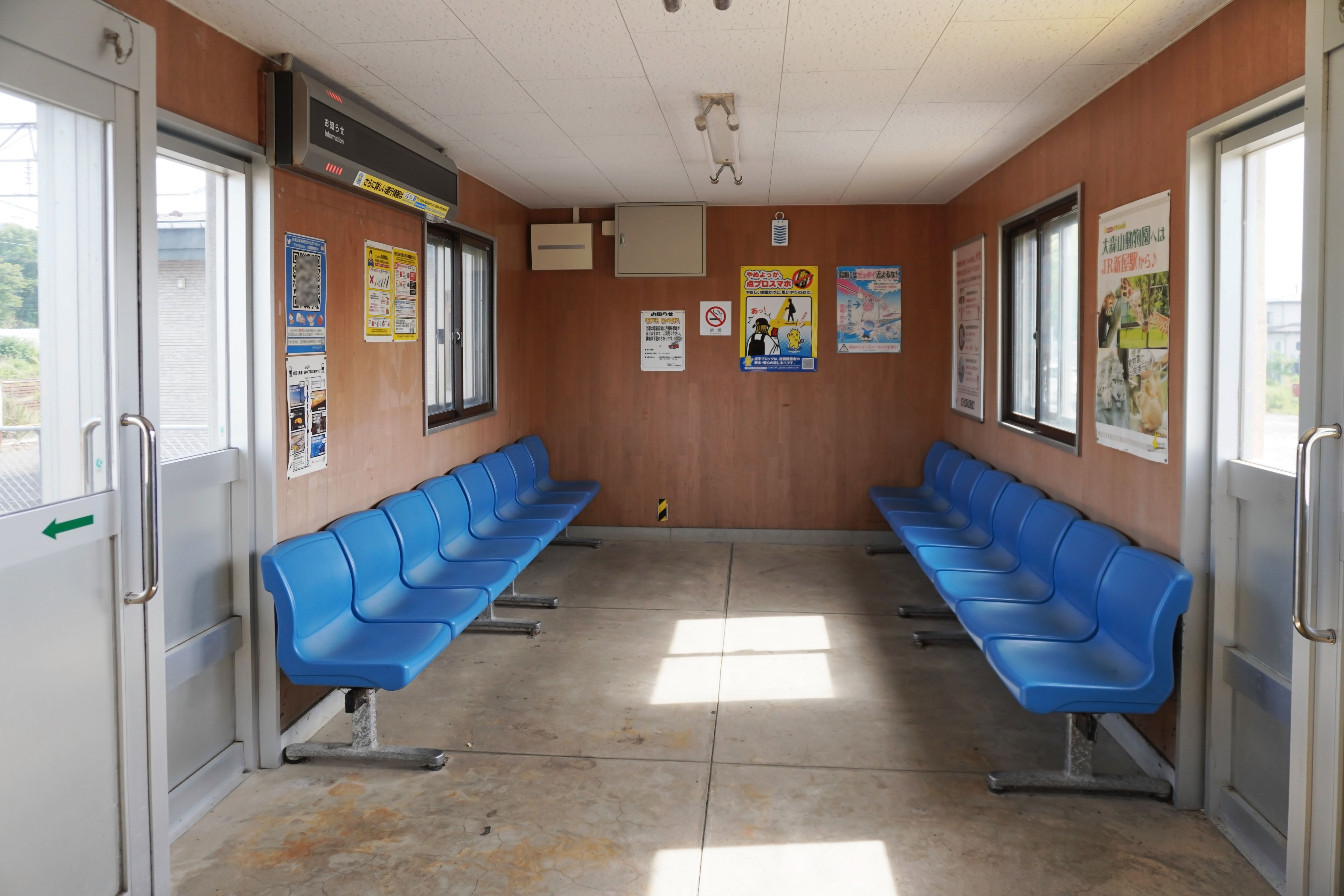
駅舎内待合室（2024年5月）
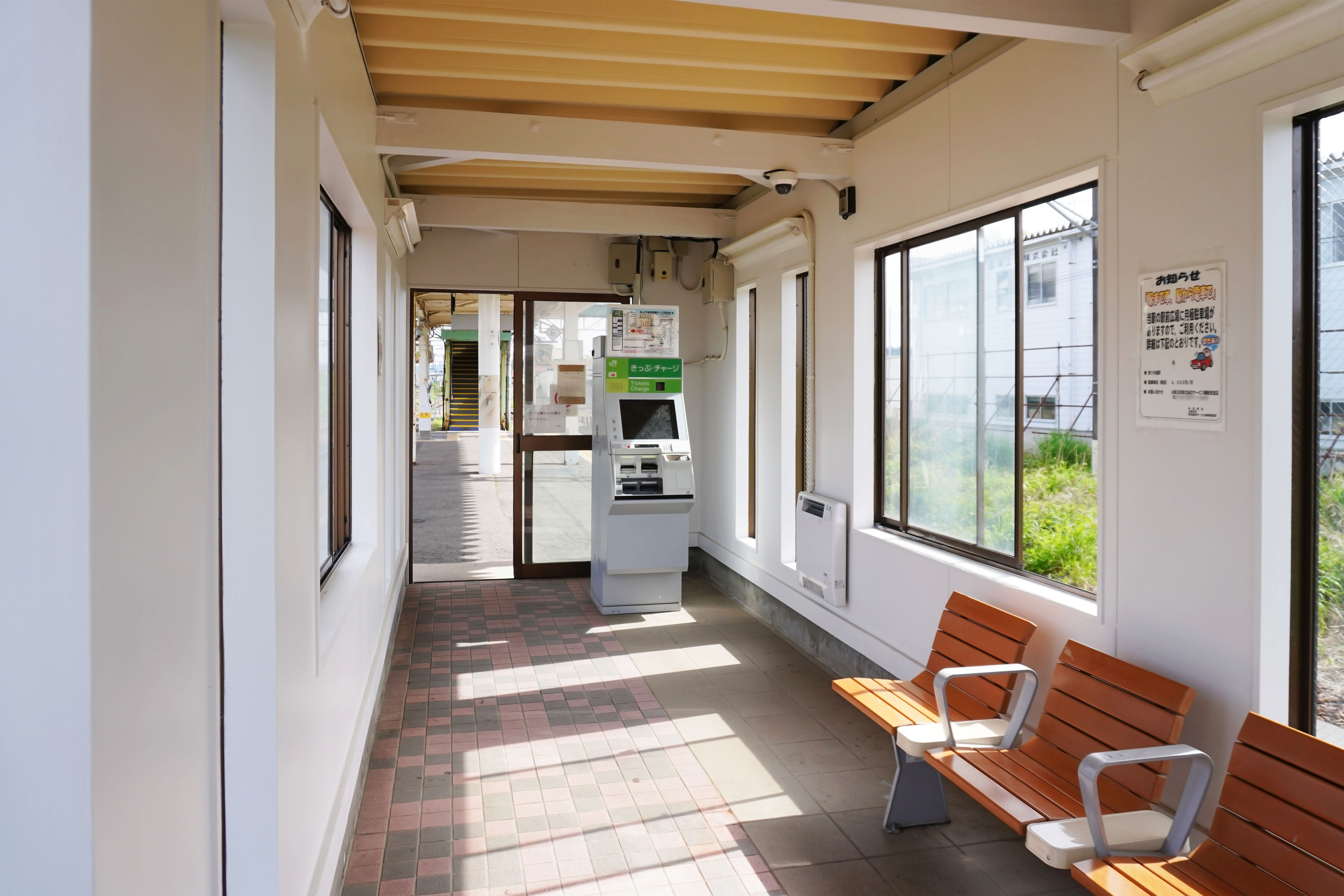
ホーム待合室（2024年5月）
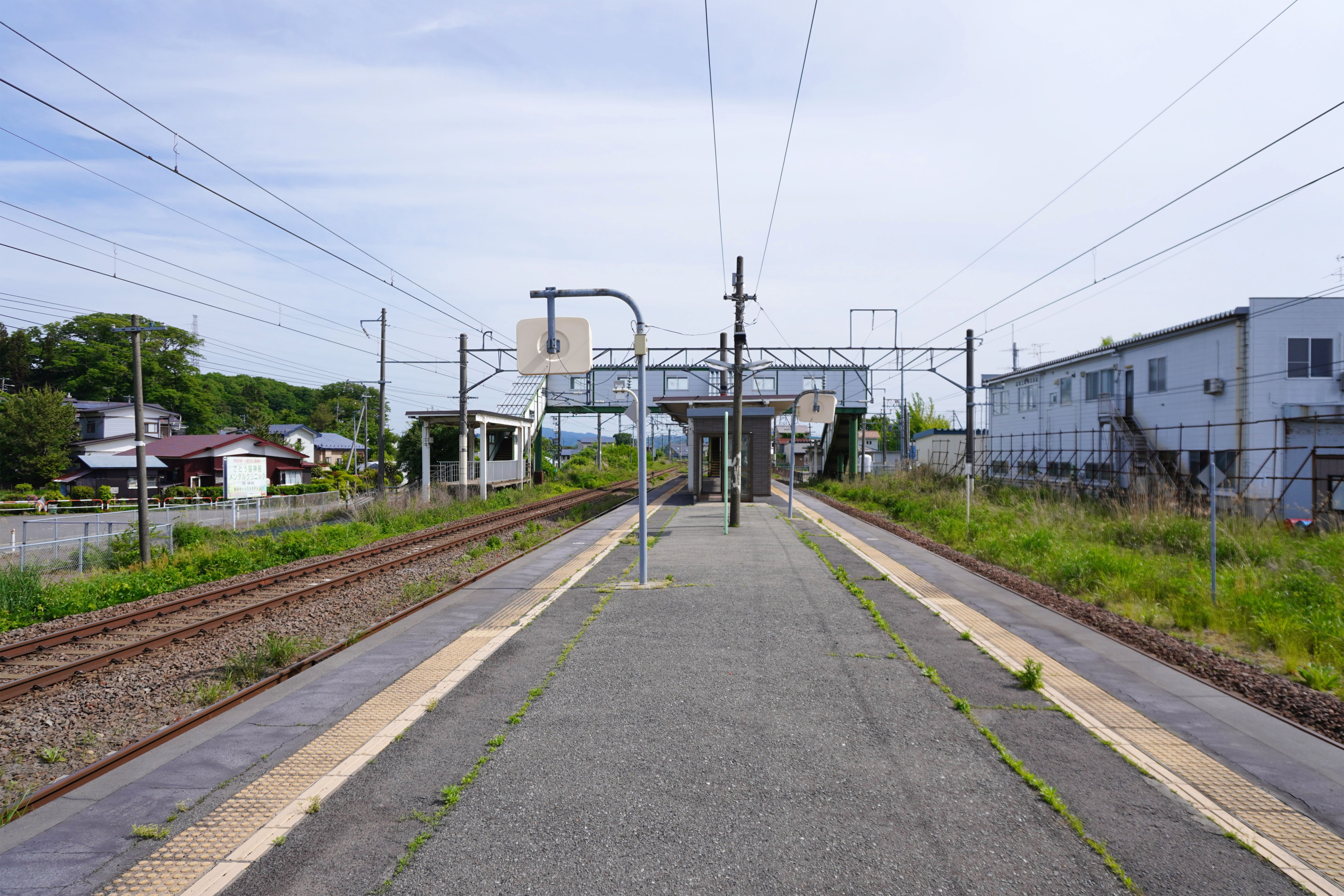
ホーム（2024年5月）

## 駅周辺
- 御所野ニュータウン
  - イオンモール秋田
  - フレスポ御所野
- 四ツ小屋簡易郵便局
- 秋田県道9号秋田雄和本荘線
- 秋田県道61号秋田御所野雄和線
- 秋田市マイタウン・バス（高尾ハイヤー受託）「四ツ小屋駅」停留所

## その他
四ツ小屋の地名は、始めに農家4戸が移住して来たことに由来する。

## 隣の駅
東日本旅客鉄道（JR東日本）
■奥羽本線
□快速（下りのみ）・■普通
和田駅 - 四ツ小屋駅 - 秋田駅